# Casco Mk IV

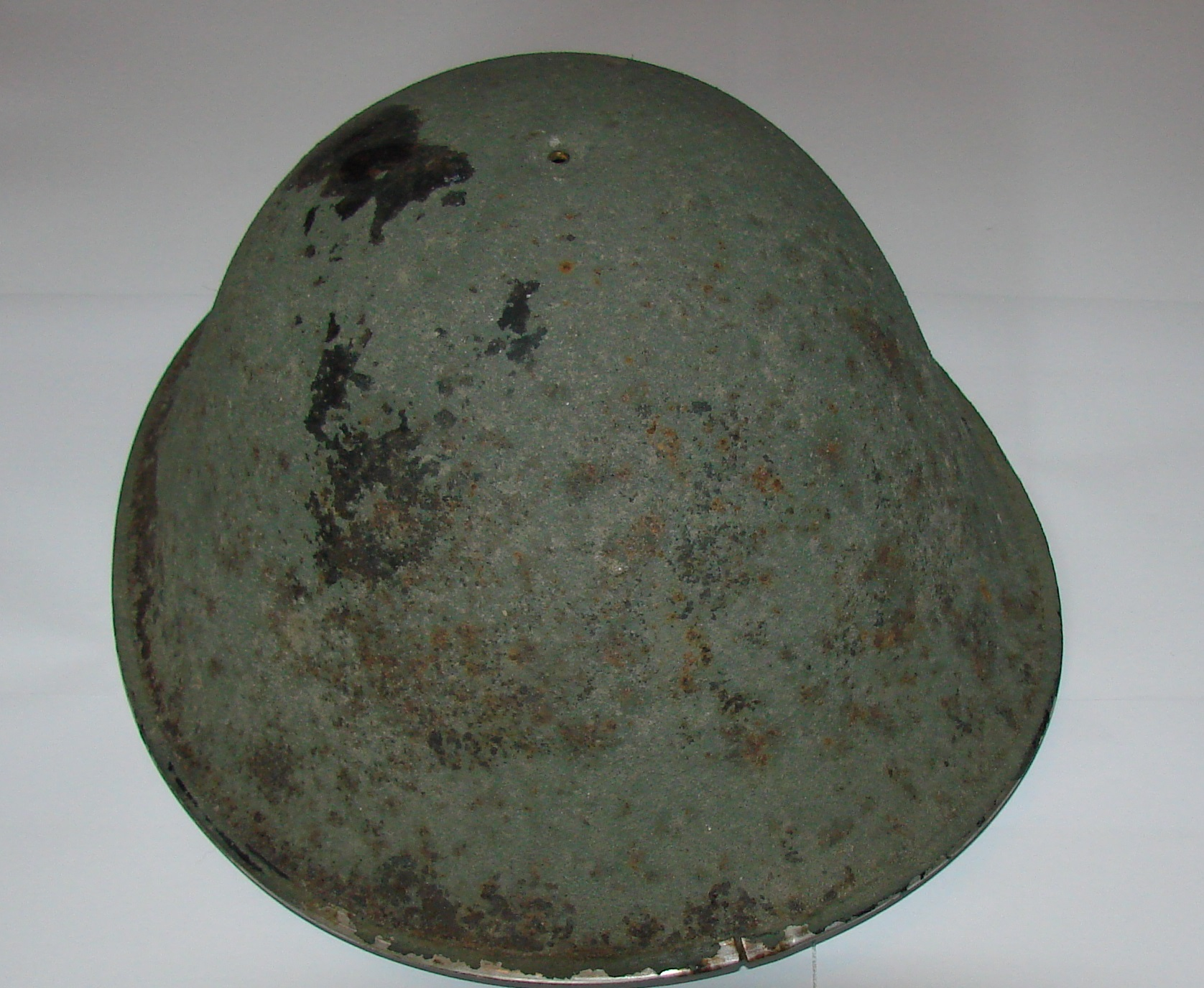
Casco Mk IV canadiense

El Mk IV fue un casco de combate utilizado por el ejército británico en las décadas de 1950 y 1980.
Reemplazó al casco Mk III y se convirtió en el último casco de metal del ejército británico cuando fue reemplazado por el de material compuesto Mk 6 en 1985.

## Diseño
El casco Mark IV fue un diseño modificado del Mk III con el remache de la correa de la barbilla movido hacia abajo en la parte inferior de la carcasa del casco, así como la introducción de un sujetador estilo punto de elevación para el forro interior.